# Ramphastos toco
Ramphastos toco hay còn gọi là chim toucan toco là một loài chim trong họ Ramphastidae.